# La ragazza di nome Giulio (romanzo)
La ragazza di nome Giulio è un romanzo scritto da Milena Milani. Alla sua prima pubblicazione, nel 1964, il romanzo venne ritirato dal commercio perché ritenuto gravemente offensivo e l'autrice fu processata. Questa prima edizione è suddivisa in tre parti.
La seconda pubblicazione, nel 1968, ottenne invece molto successo; l'autrice dichiarò di essere orgogliosa perché riteneva che i lettori avessero compreso il senso del libro.
Nel 1964 l'autrice fu sottoposta ad un processo per le tematiche che aveva affrontato.

## Trama
Il romanzo è ambientato in Italia nel periodo che va dagli anni trenta agli anni cinquanta del Novecento e racconta l'infanzia e l'adolescenza di una ragazza di nome Jules. Questo nome, che in francese corrisponde a Giulio, le causerà vari problemi nel corso del romanzo.
Mentre Jules scopre la sua sessualità, il significato del diventare donna e l'orrore delle perversioni degli adulti che si sfogano sulle persone innocenti come lei, inizia a fare pensieri scomodi che le opprimono la mente. Con questi stati d'animo perde la speranza e finisce in depressione.

### Prima parte
All'età di dieci anni Jules si trasferisce a Perugia insieme alla madre. Lì ritrova degli amici d’infanzia, tra cui Lorenzo, conosciuto all'età di cinque anni e innamorato di lei fin da quell'età. Durante la permanenza a Perugia, Jules e la mamma hanno una governante, Lia, molto legata alla bimba. Lia consiglia a Jules di non fidanzarsi con i ragazzi perché potrebbero usarla come un oggetto e diventerà poi lei stessa la prima donna con cui Jules entrerà in intimità. 
Durante i festeggiamenti del diciassettesimo compleanno di Olga, la sorella di Lorenzo, Jules scopre che la mamma frequenta di nascosto Matteo, il fidanzato di Olga. A causa di questo madre e figlia sono costrette a trasferirsi e Jules deve salutare Lia.
Si stabiliscono a Senigallia dove hanno un’altra governante, Serafina, con la quale Jules lega molto velocemente. Spesso Jules, Serafina e il suo fidanzato Amerigo si trovano in spiaggia per fare un bagno. Un giorno Serafina sopraffatta dal lavoro non riesce a raggiungerli in spiaggia e durante una nuotata Jules e Amerigo si baciano. Lui se ne pente e scappa. Il giorno seguente Serafina e Jules discutono e quest'ultima, per scusarsi del modo sgarbato in cui aveva risposto a Serafina, la bacia facendola scappare.

### Seconda parte
Durante la permanenza di Jules a Senigallia, Lorenzo va a salutarla, ma i due litigano perché lei ritene che Lorenzo sia cambiato e che si comporti male nei suoi confronti. La sera Jules continua a vivere la sua storia d'amore segreta con Amerigo con cui è solita incontrarsi in un capannone vicino alla spiaggia. Dopo una discussione con Amerigo, Jules rimane vari giorni in casa dove si deprime e inizia a farsi domande scomode sul perché i ragazzi la trattano male. Tra i vari pensieri inizia, come lei stessa dice, "giochi d'amore con se stessa". Mentre Jules vive questa situazione, Amerigo viene chiamato nell'esercito.
Durante la seconda guerra mondiale Jules e la mamma alloggiano in un albergo a Cortina. Qui la ragazza fa amicizia con Luciano e Camillo e spesso va con quest'ultimo e la madre a sciare. Luciano inizia a provare dei sentimenti per Jules con cui si concede momenti intimi, ma la ragazza inizia ad invaghirsi di Camillo.
Dopo la guerra madre e figlia tornano a Senigallia e la ragazza inizia a frequentare il liceo ad Ancona. Per arrivare al liceo prende il treno e un giorno mentre lo aspetta per tornare a casa, incontra Fausto, il suo professore di filosofia che la invita a prendere qualcosa al bar con lui. Mentre parlano, il professore la bacia. Questa storia va avanti per un po' e spesso capita che Fausto la inviti a casa sua e la costringa a spogliarsi mentre lui si tocca. Fausto riesce a convincere Jules a sposarlo ma, quando lei lo dice a sua madre, questa decide di allontanare la figlia dall'uomo e di ritornare a Cortina per le vacanze natalizie.
Lì Jules incontra di nuovo Camillo. Un giorno i due decidono di andare a sciare senza l'istruttore in una pista considerata difficile per i principianti e durante la discesa Camillo perde il controllo e sbatte contro un albero. Jules corre ad aiutarlo ma si accorge che non c'è più nulla da fare perché l'impatto è stato troppo violento. La ragazza si sente colpevole dell'accaduto e cerca risposte in Dio ma, non trovandole, si sente profondamente delusa.

### Terza parte
Nell'ultima parte del libro la ventiquattrenne Jules vive a Venezia dove si è laureata presso l'Università di Ca' Foscari in lingue e letterature straniere, scelta dettata dal fatto di voler girare il mondo. 
Lorenzo è tornato dalla guerra e vive anche lui a Venezia. Durante la sua permanenza nell'esercito aveva stretto amicizia con Franco che non era riuscito a tornare a casa perché si era ammalato. I due giovani mantengono comunque il loro rapporto di amicizia, tanto che Franco è solito mandare a Lorenzo delle lettere, in cui lo tiene informato sul suo stato di salute. In queste lettere include anche dei romanzi scritti da lui stesso e Lorenzo, sapendo della passione di Jules per la letteratura, decide di farli leggere anche a lei. I romanzi colpiscono molto Jules in quanto si ritrova nei personaggi e, leggendoli, inizia a provare qualcosa per l'autore. Quando Franco si riprende del tutto viene rimandato a casa a Venezia, dove conosce personalmente Jules che si offre di aiutarlo a sistemare la sua biblioteca personale. Con il passare dei giorni i due si innamorano e iniziano a vivere la loro storia in segreto. Franco dice a Jules che vuole parlarne con Lorenzo ma lei sostiene di volerlo fare personalmente. I giorni passano, ma Jules non trova il coraggio di parlarne al suo fidanzato.
Per chiarirsi le idee sulla sua situazione amorosa, Jules decide di fare una passeggiata durante la quale incontra un giovane di nome Siro, reduce dal turno di lavoro. Il ragazzo le propone di andare verso un capannone vicino per farle vedere il luogo in cui lavora. Una volta entrati nel capannone i due iniziano a chiacchierare quando all'improvviso lui la bacia e si lasciano trasportare da una forte passione. Jules si pente subito di quello che ha appena fatto e si rende conto che la sua vita amorosa è in bilico in quanto ha un fidanzato che da lì a poco deve sposare ma è innamorata di Franco. In un attimo di follia prende un temperino e tenta di tagliare il membro di Siro e mentre lui urla perdendo sangue, lei scappa. Durante il ritorno a casa si rende conto di non essere più una bambina, di non poter fare più certi errori e si promette di non guardarsi più indietro.

## Il processo
All'uscita della prima edizione del romanzo, Milena Milani fu processata per i temi che aveva affrontato. Venne incolpata di non avere senso del pudore e di non rispettare quello degli altri. Il processo fu celebrato a Milano il 23 marzo del 1966.
Il collegio presieduto dal dottor Biotti condannò la scrittrice e Mario Monti, direttore della casa Longanesi. Assolse invece lo stampatore Enrico Sorniani in quanto ritenne che il fatto non costituisse reato. La scrittrice, dal banco degli imputati, si difese e sostenne di aver voluto trattare la storia di una ragazza alla ricerca di se stessa, della verità e di Dio. Il Pubblico Ministero, il dottor Vaccari, contestò alcuni passi del libro. La Milani si difese dichiarando che quei passi erano fondamentali essendo funzionali al contesto; concluse dicendo di aver scritto il libro senza nessun compiacimento. Il poeta Giuseppe Ungaretti, che intervenne a favore della difesa, dichiarò di conoscere la scrittrice da moltissimi anni e che fin dall'inizio della sua carriera Milena aveva dimostrato qualità non comuni. Affermò che la Milani era una donna piuttosto pudica e che anche quando nel libro si indugiava in descrizioni piccanti, erano sempre rappresentazioni psicologiche di donne. 
Il pubblico ministero intervenne sostenendo che il libro in questione non rispettava il limite dell'offesa al senso del pudore. Considerò il libro come un condensato di avvenimenti che facevano ribrezzo e chiese che gli imputati venissero condannati a sei mesi di reclusione ciascuno e al pagamento di una multa di 60 000 lire. 
I difensori sostennero che se qualche pagina del libro poteva essere ritenuta offensiva, l'intera opera nel suo complesso conduceva a ben altre considerazioni. 
Il 23 marzo del 1966 Milena Milani fu condannata a 6 mesi di reclusione per offesa al comune senso del pudore e dovette pagare una multa di 100 000 lire.
Milena Milani fu assolta con formula piena durante il processo d'appello del 1967 grazie ad una presa di posizione di diversi intellettuali, guidati da Giuseppe Ungaretti, che si schierarono al fianco della scrittrice in una battaglia a favore della libertà di espressione.
Un anno dopo il libro venne distribuito in libreria e tradotto in diverse lingue.

## Intervista per La Stampa
Il 9 agosto del 1982 il giornale Stampa Sera pubblicò un'intervista di Milena Milani sull'esperienza del libro. Nell'intervista, l'autrice dichiara di aver ricevuto molte denunce e che persino un'associazione cattolica bresciana prese posizione contro di lei. 
Ricorda inoltre che Dino Buzzati, quando aveva pubblicato Un amore, non era stato denunciato nonostante lo stile da lui utilizzato fosse lo stesso del suo libro.
Racconta che durante il processo aveva compreso quanto ai giudici desse fastidio che una donna affrontasse il tema del sesso.
In conclusione è contenta che, dopo tutto quello che ha dovuto passare, i lettori abbiano saputo cogliere il senso del suo libro; il libro che viene letto nelle scuole, che continua ad essere tradotto in tutto il mondo e che il suo valore letterario è stato riconosciuto a pieno.
Finisce l'intervista dicendo :

## Trasposizione cinematografica
Nel 1970 Tonino Valerii ricavò dal libro il film omonimo, che venne inserito nel programma del 20º Festival di Berlino. Il film però non venne proiettato durante il concorso, che fu chiuso in anticipo.